# Andrzej Kremer
Andrzej Stanisław Kremer (8. srpen 1961, Krakov, Polsko – 10. duben 2010, Pečersk, Rusko) byl polský právník a diplomat.

## Životopis
Fakultu práva a správy Jagellonské univerzity v Krakově absolvoval v roce 1984, doktorát získal v roce 1993. V roce 1983 se stal vědeckým pracovníkem Ústavu dějin a práva, v roce 1989 působil na katedře římského práva Porúrské univerzity. Jako odborný asistent na katedře římského práva poté působil na Jagellonské univerzitě. Byl autorem vědeckých prací o římském právu, diplomatickém a konzulárním právu a mezinárodním právu veřejném. Od roku 1991 do své smrti byl spojen s ministerstvem zahraničních věcí. Byl vicekonzulem v Hamburku, poté byl ředitelem konzulární sekce polského velvyslanectví v Bonnu. Po krátkém působení přímo na ministerstvu zastával funkci generálního konzula v Hamburku. Od roku 2005 opět působil přímo na ministerstvu. V březnu 2008 se stal státním podtajemníkem a náměstkem ministra. Od listopadu 2009 působil na Polském institutu mezinárodních vztahů.
Zemřel při leteckém neštěstí u ruského Smolensku 10. dubna 2010. Posmrtně obdržel Komandérský kříž Řádu Polonia Restituta (Krzyż Komandorski Orderu Odrodzenia Polski).